# Vítězslav Hornig
Vítězslav Hornig, född 26 april 1999, är en tjeckisk skidskytt.

## Karriär
Vid VM 2025 i Lenzerheide var Hornig en del av Tjeckiens lag tillsammans med Jessica Jislová, Tereza Voborníková och Michal Krčmář som tog silver i mixedstafett.